# NGC 3888
NGC 3888 is een balkspiraalstelsel in het sterrenbeeld Grote Beer. Het hemelobject werd op 14 april 1789 ontdekt door de Duits-Britse astronoom William Herschel.

## Synoniemen
- UGC 6765
- IRAS 11449+5614
- MCG 9-19-189
- ZWG 268.85
- MK 188
- VV 455
- KUG 1144+562
- PGC 36789